# 123 Eskadra Myśliwska

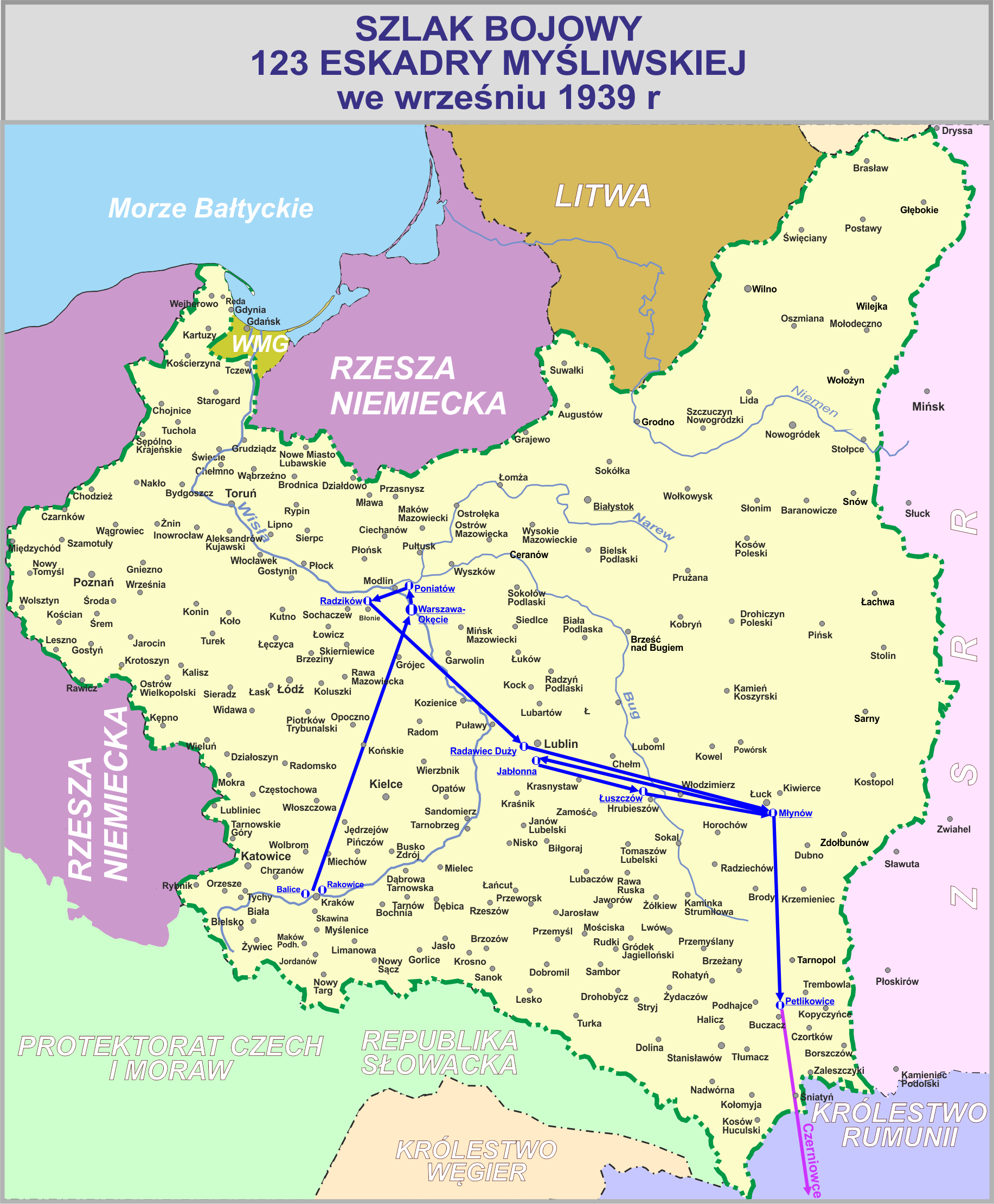

123 eskadra myśliwska – pododdział lotnictwa myśliwskiego Wojska Polskiego w II Rzeczypospolitej.
Eskadra sformowana została w 1933 w składzie 2 pułku lotniczego.
W kampanii wrześniowej walczyła w składzie Brygady Pościgowej.
Godło eskadry: biało-niebieska „mewa w locie" („stylizowana czapla”)

## Formowanie i szkolenie
Eskadra sformowana na podstawie rozkazu Ministerstwa Spraw Wojskowych z 7 lipca 1933 (L.dz. 2446/tjn. Org.). W październiku na lotnisku rakowickim w Krakowie podjęto czynności organizacyjne. Personel latający i naziemny składał się z nadwyżek etatowych dywizjonu myśliwskiego 2 pułku lotniczego. Organizacyjnie eskadra weszła w skład III dywizjonu myśliwskiego. Uzbrojona została w samoloty Avia BH-33. Początkowo traktowana była jak eskadra treningowa. Każdy nowo przybyły pilot myśliwski musiał odbyć w niej staż. Po uzyskaniu gotowości ćwiczebnej personel latający przechodził obowiązujący program doskonalenia myśliwskiego wraz ze szkołą ognia na Pustyni Błędowskiej.
Pod koniec 1935 rozpoczęto przezbrajanie eskadry w samoloty PZL P.7.
W ramach ćwiczeń z wojskami lądowymi piloci eskadry uczestniczyli w manewrach na terenie Małopolski Wschodniej.

## Działania 123 eskadry myśliwskiej w 1939
W lipcu 1939 eskadra zorganizowała zasadzkę w rejonie Częstochowy w celu przechwytywania niemieckich samolotów bezprawnie wlatujących w polską przestrzeń powietrzną. Dyżurujące klucze niejednokrotnie startowały na alarm posterunków obserwacyjno-meldunkowych. Były jednak bezradne ze względu na dużo mniejszą prędkość polskich samolotów. W końcu lipca zasadzka została zlikwidowana.
W lipcu do eskadry wcielono 4 podchorążych ostatniego rocznika Szkoły Podchorążych Lotnictwa Dęblin oraz 2 absolwentów Szkoły Podoficerów Lotnictwa dla Małoletnich w Krośnie.
Od trzeciej dekady sierpnia personel eskadry przebywał na lotnisku od świtu do zmierzchu. Wszelkie urlopy wstrzymano.

### Mobilizacja eskadry
Czynności mobilizacyjne eskadra prowadziła w dniach 24–25 sierpnia na lotnisku Rakowice. 
Telefonicznie i przez gońców ściągnięto pilotów na lotnisko Rakowice. Personel naziemny tankował i uzbrajał samoloty. Z magazynów pobierano i uzupełniano wyposażenie potrzebne do działań, wydawano pilotom broń osobistą –Pistolet Vis wz. 35.
31 sierpnia 1939 eskadra przebazowana została do Balic.

Samo lotnisko tak opisuje kpr. pil. Piotr Zaniewski ze 121 eskadry:

Lotnisko polowe było w Balicach, to był majątek Radziwiłłów. Budynki były obszerne, tak że nie było kłopotu z zakwaterowaniem personelu. Oficerowie mieli kwatery w dworku, a piloci podoficerowie w jednym z budynków w folwarku. Muszę zaznaczyć, że nie było klucza alarmowego. Łączność telefoniczna była przez telefon z poczty w pobliskiej wiosce. Ja nie wiem, czy dwór miał telefon, czy nie. Dywizjon miał również radiostację, która została przydzielona do dowództwa kilka dni przed alarmem.

Po południu dowódca dywizjonu kpt. pil. Mieczysław Medwecki otrzymał rozkaz odesłania 123 eskadry na lotnisko Okęcie. Zgodnie z planem użycia lotnictwa miała ona wejść w skład IV dywizjonu myśliwskiego 1 pułku lotniczego. Około 16.00 myśliwce eskadry wystartowały w stronę stolicy.
W tym czasie IV/1 dm stacjonował na lotnisku polowym Poniatów i wchodził w skład Brygady Pościgowej. 
Ze względu na konieczność uzupełnienia paliwa i późną porę przelot do Poniatowa nastąpił wczesnym rankiem w dniu następnym.

### Walki eskadry w kampanii wrześniowej
1 września jednostka przesunięta została na lotnisko polowe Poniatów. Dowódca IV/1 dywizjonu myśliwskiego powiadomił kpt. Mieczysława Olszewskiego o wybuchu wojny i zapoznał go z planem działania.
O 6.50 nastąpił pierwszy start bojowy jednego klucza eskadry. Start miał na celu między innymi sprawdzenie możliwości samolotów P.7 w walce. Polecieli podporucznicy Kawnik i Czerniak oraz kapral Widlarz. Po walce ppor. Czerniak meldował o uszkodzeniu 1 He-111.
O 16.00 do walki wystartował dywizjon, a w jego składzie 10 pilotów eskadry. Mieli oni ubezpieczać pozostałe samoloty i nie angażować się bez potrzeby w bój spotkaniowy ze względu na małą skuteczność ogniową samolotów P.7 oraz często zacinające się karabiny maszynowe. Jednak w ferworze walki kpt. Olszewski zaatakował swymi kluczami bombowce nieprzyjaciela.
W tym jednak momencie zaatakowały Messerchmitty. Wynik starcia był dla eskadry tragiczny: pierwszy runął do ziemi ciężko ranny w powietrzu dowódca 123 eskadry, a ppor. Feliks Szyszka ratował się na spadochronie. Powietrzny niemiecki pirat ostrzelał rannego polskiego pilota. Nieprzytomny od ran i bólu ppor. Szyszka opadł na piasek łachy wiślanej, gdzie odnalazła go okoliczna ludność i przywiozła do Poniatowa. W tym samym czasie pchor. Danek atakując dymiącego już mocno Dorniera wszedł w kontakt ogniowy z Messerschmittem. Ostatkiem sił Danek wyskoczył z płonącego samolotu. I on został ostrzelany. Rannego Danka odnalazła miejscowa ludność i pomogła w transporcie do szpitala. Trzeci z klucza Szyszki – pchor. Czternastek również wyskoczył z uszkodzonego samolotu. Lądował koło Nowego Dworu meldując się następnego dnia w Poniatowie. Na postrzelanych maszynach przymusowo lądowali koło Zakroczymia ppor. Kawnik i kpr. Flamme, powracając wieczorem przygodnym transportem do jednostki.
Udział w popołudniowej walce zdziesiątkował 123 eskadrę myśliwską. W tym dniu w boju zestrzelono 1 He-111 oraz uszkodzono kilka niemieckich maszyn. 
2 września trwała wytężona praca przy naprawie samolotów. Uszkodzone samoloty ściągnięto do Poniatowa. Nowym dowódcą eskadry mianowano ppor. Kawnika, a zastępcą – ppor. Czerniaka.
3 września startowali ppor. ppor. Kawnik, Chałupa i Czerniak, podchorążowie Kratka i Bożek oraz podoficerowie Widlarz, Flamme, Nowakiewicz i Zięba. Podchorąży Bożek został zestrzelony w walce i ratował się na spadochronie. Dołączył do eskadry w Radzikowie.
4 września nastąpił odlot eskadry do Radzikowa. Startując z Radzikowa klucz Kawnika zestrzelił bombowca. Ppor. Czerniak w rejonie Saskiej Kępy zestrzelił 1 Me-110.
Tego dnia koło Radzyminana przymusowo lądował st. szer. Nowakiewicz. Po usunięciu defektu przez czołówkę techniczną, wrócił lotem do eskadry.
5 września maskowano na lotnisku samoloty.
6 września startowano nad Warszawę. Ppor. Czerniak z kpr. Widlarzem uszkodzili w rejonie Saskiej Kępy Messerschmitta 110.
7 września, przy lądowaniu w Bełżycach, pchor. Bożek wyłamał podwozie samolotu. Samolot spisano na straty. W tym dniu dowódca IV/1 dywizjonu myśliwskiego nakazał eskadrom przeniesienie się na lądowisko Radawiec Duży. W kolejnych dniach piloci eskadry wykonali kilka lotów patrolowych i rozpoznawczych w rejonach Lublina i Dęblina. W tym czasie, wykonując nieskoordynowane rozkazy, przegrupowali się do Młynowa, potem powrócili pod Lublin, by po raz kolejny 13 września przelecieć do Młynowa. Tu 14 września ppor. Kawnik wykonał lot rozpoznawczy w rejonie Rawa Ruska–Żółkiew dla potrzeb Sztabu Naczelnego Wodza.
15 września nastąpiło przesunięcie eskadry do Litiatyna.
16 września nastąpiła kolejna zmiana lotniska na Petlikowce Stare. W tym dniu dokonano reorganizacji lotnictwa myśliwskiego. Z pilotów i samolotów P-7a utworzono eskadrę rozpoznawczą. Nadwyżkę personelu latającego częściowo ulokowano na zasadzkach zwalczających rozpoznawcze lotnictwo niemieckie.
17 września, z rozkazu Naczelnego Dowódcy Lotnictwa, samoloty 123 eskadry wraz z innymi samolotami Brygady Pościgowej odleciały do Czerniowiec w Rumunii, a rzut kołowy eskadry przekroczył granicę rumuńską w nocy z 18 na 19 września.
| Zestrzelenia   | Zestrzelenia                       | Zestrzelenia                       | Zestrzelenia                       |
| -------------- | ---------------------------------- | ---------------------------------- | ---------------------------------- |
|                | Pewne                              | Prawdopodobne                      | Uszkodzenia                        |
| 3              |                                    | 2                                  |                                    |
| Straty eskadry |                                    |                                    |                                    |
| Polegli        | kpt. Olszewski                     | kpt. Olszewski                     | kpt. Olszewski                     |
| Ranni          | ppor. Feliks Szyszka, pchor. Danek | ppor. Feliks Szyszka, pchor. Danek | ppor. Feliks Szyszka, pchor. Danek |
| Samoloty       |                                    |                                    |                                    |
| Stan           | Uzupełnienie                       | Zniszczone                         | Ewakuacja                          |
| 10 P.7         | 0                                  | 6                                  | 4                                  |

Według danych Biura Historycznego PSP w Londynie piloci 123 eskadry myśliwskiej w czasie kampanii wrześniowej odnieśli 2 zwycięstwa powietrzne. Według ustaleń Jerzego Pawlaka piloci eskadry zestrzelili na pewno trzy samoloty Luftwaffe (jeden Bf 110, jeden He 111 i jeden nierozpoznany) oraz uszkodzili kolejne dwa samoloty (Bf 110 i Do 17). Na liście Bajana obok zwycięstw indywidualnych eskadrze zaliczono zwycięstwo zbiorowe – 2/3 samolotu zestrzelonego na pewno.

## Obsada personalna eskadry
| Stopień, imię i nazwisko         | Okres pełnienia służby |
| -------------------------------- | ---------------------- |
| por. pil. Mieczysław Medwecki    | 1933 – I 1935          |
| kpt. pil. Mieczysław Wiórkiewicz | I 1935 – XI 1936       |
| kpt. pil. Antoni Wczelik         | XI 1936 – XI 1938      |
| kpt. pil. Mieczysław Olszewski   | XI 1938 – † 1 IX 1939  |
| por. pil. Erwin Kawnik           | od 2 IX 1939           |

| Stanowisko        | Stopień, imię i nazwisko           |
| ----------------- | ---------------------------------- |
| dowódca eskadry   | kpt. Mieczysław Leonard Olszewski  |
| zastępca dowódcy  | por. Stefan Jan Zantara vel Żandar |
| oficer techniczny | ppor. Rudolf Beck                  |
| pilot             | ppor. Feliks Szyszka               |
| pilot             | ppor. Stanisław Józef Chałupka     |
| pilot             | ppor. Jerzy Michał Czerniak        |
| pilot             | ppor. Witold Aleksander Łanowski   |

| Dowództwo eskadry                    | Dowództwo eskadry                    |
| Stanowisko                           | Stopień, imię i nazwisko             |
| ------------------------------------ | ------------------------------------ |
| dowódca eskadry                      | kpt. pil. Mieczysław Olszewski       |
| zastępca dowódcy                     | ppor. pil. Erwin Kawnik              |
| oficer techniczny                    | ppor. techn. Rudolf Beck             |
| szef mechaników                      | st. majster wojsk. Władysław Chwirut |
| szef administracyjny                 | sierż. Piotr Pompa                   |
| Personel techniczny i piloci         |                                      |
| Personel techniczny                  | Piloci                               |
| chor. Piotr Piszak                   | ppor. pil. Stanisław Chałupa         |
| st. sierż. Rudolf Białota            | ppor. pil. Jerzy Czerniak            |
| plut. Władysław Krupek               | ppor. pil. Feliks Szyszka            |
| plut. Józef Lis                      | pchor. pil. Władysław Bożek          |
| plut. Władysław Loranc               | pchor. pil. Stanisław Czternastek    |
| plut. Stochel                        | pchor. pil. Antoni Danek             |
| kpr. Henryk Helbet                   | pchor. pil. Tadeusz Kratke           |
|                                      | pchor. pil. Tomasz Szymoński         |
| kpr. pil. Henryk Flamme              |                                      |
| kpr. pil. Stanisław Widlarz          |                                      |
| st. szer. pil. Eugeniusz Nowakiewicz |                                      |
| st. szer. pil. Stanisław Zięba       |                                      |

## Samoloty eskadry
W kampanii wrześniowej 1939 roku na uzbrojeniu eskadry znajdowało się dziesięć samolotów myśliwskich PZL P.7a. Samoloty nie posiadały radiostacji .

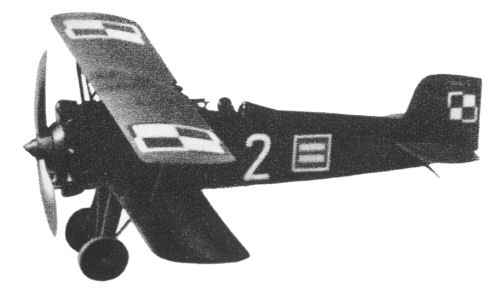
Avia BH-33 (1933 – )
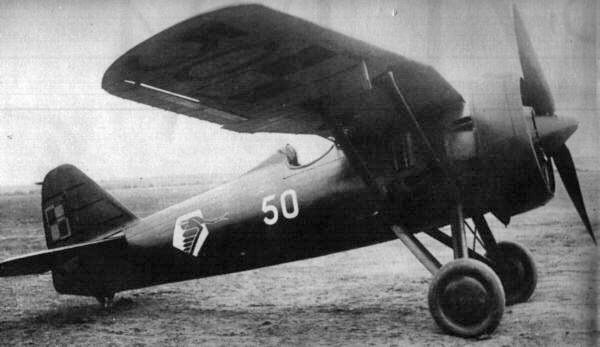
PZL P.7 a (– 1939)

## Wypadki lotnicze
- 9 maja 1935 podczas ćwiczeń „startu z wiatrem” kpr. pil. Antoni Godlewski startując na samolocie Avia wprost na hangar dywizjonu myśliwskiego, za późno poderwał maszynę, tak że ogon uderzył o łuk konstrukcji dachowej. Pilot zginął[6].